# Checkmates
Checkmates (Emile Ford & the Checkmates) var en brittisk musikgrupp som slog igenom vid julen 1959 med sången "What Do You Want to Make Those Eyes at Me For?". Bandets medlemmar var Emile Ford och hans halvbröder George Sweetman på saxofon och Dave Sweetman på ståbas, samt Ken Street, Pete Carter, Les Hart, Alan Hawkshaw och John Cuffley.
Emile Ford avled i London 11 april 2016.

## Diskografi
Album
- Emile Ford Presents The Checkmates (1961)
- Meet Emile At Gröna Lund Again (1970)
- The Very Best Of Emile Ford & The Checkmates (1991)
- What Do You Want To Make Those Eyes At Me For? (2006)

EPs
- Emile Ford Hit Parade (1960)
- Emile (1960)
- Meet Emile At Gröna Lund Again (1964)

Singlar
- "Don't Tell Me Your Troubles" / "What Do You Want to Make Those Eyes at Me For?" (1959)
- "On A Slow Boat To China" / "That Lucky Old Sun" (1960)
- "You'll Never Know What You're Missin' 'Till You Try" / "Still" (1960)
- "Wiggle" / "Endlessly" (1960)
- "Counting Teardrops" / "White Christmas" (1960)
- "After You've Gone" / "Hush, Somebody's Calling My Name" (1961)
- "What Am I Gonna Do" / "A Kiss To Build A Dream On" (1961)
- "Half Of My Heart" / "Gypsy Love" (1961)
- "The Alphabet Song" / "Keep A-Lovin' Me" (1961)
- "I Wonder Who's Kissing Her Now" / "Doin' The Twist" (1962)
- "You've Got To Have A Gimmick Today" / "West Point" (1963)
- "Union Pacific" / "The Spy" (1963)
- "Stop That Music" / "I've Been In Love Before" (1965)
- "Gamma Goochie" / "It Ain't Right" (1966)
- "Every Day Is Just The Same" / "I'll Be Keeping The Score" (1966)